# Eleição para governador do Havaí em 2006
A eleição para governador do estado estadunidense do Havaí de 2006, aconteceu em 7 de novembro do mesmo ano. A governadora Linda Lingle concorreu à reeleição, e foi reeleita.
O Democrata escolheu seu candidato pela primária, Randy Iwase foi escolhido com 119.058 votos, 66,43% dos votos; o Republicano também realizou a primária na qual Linda Lingle foi escolhida com 31.275 votos, 97,42% do votos; James Brewer, Jr. foi candidato pelo partido verde e Ozell Daniel pelo partido libertário.
A governadora Linda Lingle foi reeleita com 62,53% dos votos, o democrata Randy Iwase ficou em segundo lugar com 121.717 votos, cerca de 35,35%, o candidato do partido verde James Brewer, Jr. ficou com 5.435 votos, cerca de 1,58% e o candidato libertário Ozell Daniel ficou com 1.850 votos, 0,54%, ao todo foram registrados 344.315 votos, a governadora foi reeleita com uma maioria de 93.596 votos, 27,18%.
Foi o(a) primeiro(a) governador(a) republicano(a) desde 1962.